# Campo (Corse-du-Sud)
Pour les articles homonymes, voir Campo.
Campo est une commune française située dans la circonscription départementale de la Corse-du-Sud et le territoire de la collectivité de Corse.

## Urbanisme

### Typologie
Au 1er janvier 2024, Campo est catégorisée commune rurale à habitat dispersé, selon la nouvelle grille communale de densité à sept niveaux définie par l'Insee en 2022.
Elle est située hors unité urbaine. Par ailleurs la commune fait partie de l'aire d'attraction d'Ajaccio, dont elle est une commune de la couronne,. Cette aire, qui regroupe 79 communes, est catégorisée dans les aires de 50 000 à moins de 200 000 habitants,.

### Occupation des sols
L'occupation des sols de la commune, telle qu'elle ressort de la base de données européenne d’occupation biophysique des sols Corine Land Cover (CLC), est marquée par l'importance des forêts et milieux semi-naturels (92,4 % en 2018), une proportion identique à celle de 1990 (92,4 %). La répartition détaillée en 2018 est la suivante : 
forêts (92,4 %), zones agricoles hétérogènes (7,6 %). L'évolution de l’occupation des sols de la commune et de ses infrastructures peut être observée sur les différentes représentations cartographiques du territoire : la carte de Cassini (XVIIIe siècle), la carte d'état-major (1820-1866) et les cartes ou photos aériennes de l'IGN pour la période actuelle (1950 à aujourd'hui).

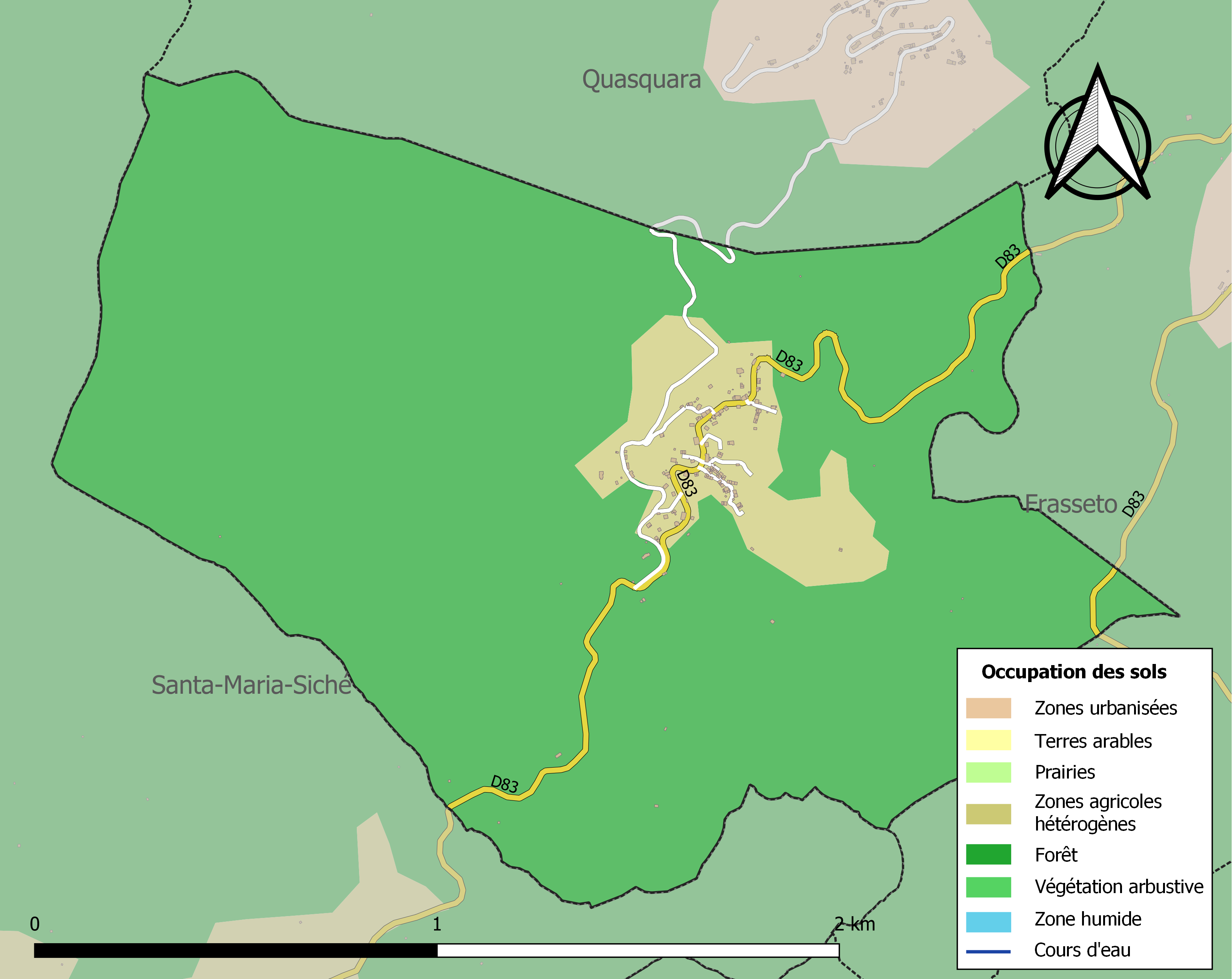
Carte des infrastructures et de l'occupation des sols de la commune en 2018 (CLC).

## Histoire
Vers 1614, les habitants de Campo se révoltèrent contre leur seigneur et incendièrent le château de Canavaggio, dont il reste un mur avec pierre de l'époque. Tous les membres de la famille périrent brûlés, à l'exception d'une femme, enceinte, qui parvint à s'échapper accompagnée d'un homme d'église.

## Politique et administration
| Période                                  | Période       | Identité           | Étiquette | Qualité         |
| ---------------------------------------- | ------------- | ------------------ | --------- | --------------- |
| 1945                                     |               | Pierre Bianchi     | SFIO      |                 |
| 1989                                     | 2006          | Paul Bianchi       |           |                 |
| 2006                                     | avril 2011    | Frédéric Faraone   |           |                 |
| mai 2011                                 | novembre 2012 | Jean-Luc Pelliccia |           |                 |
| 20 décembre 2012                         | 2020          | Daniel Antona      |           | Agent technique |
| 2020                                     | En cours      | Joseph Quilici     |           |                 |
| Les données manquantes sont à compléter. |               |                    |           |                 |

## Démographie
L'évolution du nombre d'habitants est connue à travers les recensements de la population effectués dans la commune depuis 1800. Pour les communes de moins de 10 000 habitants, une enquête de recensement portant sur toute la population est réalisée tous les cinq ans, les populations de référence des années intermédiaires étant quant à elles estimées par interpolation ou extrapolation. Pour la commune, le premier recensement exhaustif entrant dans le cadre du nouveau dispositif a été réalisé en 2007.

En 2022, la commune comptait 103 habitants, en évolution de −2,83 % par rapport à 2016 (Corse-du-Sud : +7,61 %, France hors Mayotte : +2,11 %).
| 1800 | 1806 | 1821 | 1831 | 1836 | 1841 | 1846 | 1851 | 1856 |
| ---- | ---- | ---- | ---- | ---- | ---- | ---- | ---- | ---- |
| 179  | 205  | 233  | 259  | 241  | 279  | 273  | 295  | 292  |

| 1861 | 1866 | 1872 | 1876 | 1881 | 1886 | 1891 | 1896 | 1901 |
| ---- | ---- | ---- | ---- | ---- | ---- | ---- | ---- | ---- |
| 268  | 285  | 328  | 345  | 371  | 420  | 423  | 429  | 303  |

| 1906 | 1911 | 1921 | 1926 | 1931 | 1936 | 1946 | 1954 | 1962 |
| ---- | ---- | ---- | ---- | ---- | ---- | ---- | ---- | ---- |
| 472  | 424  | 475  | 520  | 520  | 558  | 186  | 294  | 146  |

| 1968 | 1975 | 1982 | 1990 | 1999 | 2006 | 2007 | 2012 | 2017 |
| ---- | ---- | ---- | ---- | ---- | ---- | ---- | ---- | ---- |
| 140  | 130  | 56   | 65   | 77   | 76   | 76   | 95   | 110  |

| 2022 | - | - | - | - | - | - | - | - |
| ---- | - | - | - | - | - | - | - | - |
| 103  | - | - | - | - | - | - | - | - |

## Lieux et monuments
- Église Saint-Laurent de Campo. Elle est inscrite à l'Inventaire général du patrimoine culturel[11].